# Tommaso Demaria
Tommaso Demaria SDB (Vezza d'Alba, 21 novembre 1908 – Turin, 12 juillet 1996) est un prêtre, théologien, universitaire et philosophe italien, fameux pour ses nombreuses études sur le thomisme.

## Biographie
Tommasi Demaria fréquente le séminaire d'Alba, puis entre comme aspirant chez les Salésiens de Don Bosco de Penango. En 1926, il poursuit ses études au lycée de Valsalice et de 1931 à 1935 il est étudiant en théologie à l'Université grégorienne de Rome. Il est ordonné prêtre le 28 octobre 1934. Il continue ses études à l'Institut missionnaire scientifique de l'Université pontificale Urbaniana (1935-1940). Il enseigne de 1940 à 1979 à la faculté de théologie de l'athénée pontifical salésien à Turin et à Rome. Au cours de sa carrière, il est docente de histoire des religions, missiologie, philosophie de l’éducation, théologie fondamentale, théologie dogmatique, doctrine sociale de l'Église, sociologie de l'éducation.
Dans les années 1950, il partage avec fécondité ses vues spirituelles et théologiques et philosophiques avec don Paolo Arnaboldi, fondateur de la Fraternité d'aide chrétienne (FAC), encouragé par Giovanni Calabria. Il fréquente assidument les séances de la FAC à Vezza d'Alba ou à Rome. Il structure sa métaphysique qualifiée de réaliste, organique et dynamique.
Dans les années 1960, il fonde avec Giacomino Costa le Movimento Ideoprassico Dinontorganico (M.I.D.), devenu aujourd'hui l'associazione Nuova Costruttività. Avec Paolo Arnaboldi, il diffuse son concept de réalisme organique et dynamique auprès des milieux d'affaires liés à l'Unione cristiana imprenditori dirigenti (U.C.I.D.). Avec Giacomino Costa en 1963, il structure la grande entreprise innovante du centre de transport portuaire de Rivalta Scrivia (dit port sec de Gênes) en application de la dynamique organique, la différenciant des entreprises typiquement libéristes.
Dans les années 1970, il est référent culturel des Libere Acli, mouvement de travailleurs catholiques issus de l'Acli à la suite de l'hypothèse socialiste ce qui conduit en 1971 au désaveu de Paul VI et à la fracture du mouvement. Cela se poursuit dans le milieu des travailleurs catholiques avec la formation et la diffusion des « ideoprassi » (modèles de développement) « dynamique organique », véritable idéologie chrétienne alternative au capitalisme libéral et au marxisme.
Dans les années 1980, il est très actif dans la formation à la nouvelle culture chrétienne organique dynamique à Turin,, Vérone, Vicenza, et à Rome par des cours, des séminaires et de nombreuses publications.
Le Père Demaria meurt à Turin le 12 juillet 1996.

## Le penseur
Le Père Tommaso Demaria poursuit l'œuvre de saint Thomas d'Aquin et affirme l'incomplétude du thomisme, incapable de saisir l'organisme comme une catégorie ontologique à part entière. L'intégration de la métaphysique réaliste avec l'organisme à la métaphysique réaliste intégrale, est un instrument d'une importance extraordinaire pour la vie quotidienne. L'étude de l'organisme en tant que tel, en particulier dans sa dimension de « structure organique fonctionnelle », se révélera très importante pour l'étude et le développement de la société en général, mais en particulier pour cette pratique économique connue sous le nom de « systèmes de qualité » qui fait de l'organicité son propre fondement.
La possibilité de percevoir l'organisme comme une telle entité différente de l'organisme physique, précise Demaria, passe par la perception du `` corps dynamique. L'organicité revêt une grande importance dans la gestion du social car elle permet de définir avec précision le besoin de rationalité de l'humanité qui dépasse les possibilités de l'essence. Cette unité nécessaire de l'action de la personne dans l'humanité qui perpétue sa présence dans le champ politique/idéopratique qu'il définit lui-même comme communautarisme, dans son texte La société alternative.
L'L'investigation des dynamismes profonds de la société industrielle et l'observation avec une méthode réaliste objective de la réalité historique globale dans sa cohérence ontologique conduisent Demaria à développer une métaphysique nouvelle et originale à bien des égards.

### Le réalisme thomiste
Il adhère au thomisme et confirme la validité du réalisme de saint Thomas d'Aquin pour tout ce qui est dans rerum naturae et donc pour les entités qui existent déjà dans la nature. Il saisit la nécessité de greffer de nouveaux outils métaphysiques sur le réalisme thomiste pour comprendre la réalité d'entités qui n'existent pas dans la nature parce qu'elles sont construites ou générées par l'homme, les transformations de l'essence de la personne opérées par la liberté de ses choix, la nature profonde des entités interhumaines (famille, entreprise, État, etc.), l'interprétation de la réalité historique et son orientation.

### Le changement d'époque
Il identifie un changement d'époque à valeur ontologique (qui change l'être, la forme de la société) dans la révolution industrielle qui, avec l'apport de l'énergie mécanique pour intégrer et remplacer le travail humain, dynamise la société au-delà d'un seuil jamais franchi auparavant dans l'histoire. La société dynamisée par la révolution industrielle atteint une transformation radicale de la « statique sacrée » à la « dynamique séculière ». C'est une transformation qualitative et pas seulement quantitative des changements sociaux qui implique « l'être » de la société.
La différence fondamentale réside en ceci : la société préindustrielle (sacrée statique) était dominée par la nature et de cette manière elle se répétait toujours malgré les changements phénoménaux (la vie d'un Romain n'était pas si différente de celle d'un homme médiéval), la société industrielle, au contraire, s'est largement détachée du conditionnement de la nature et est obligée de planifier et de construire en permanence son propre avenir…. Mais avec quels critères ? C'est à ce niveau qu'intervient l'investigation métaphysique de la réalité historique, dont le but est précisément de découvrir l'essence profonde de la réalité historique.

### La société
Avec son nouvel outil métaphysique (la métaphysique réaliste intégrale), le Père Demaria identifie la bonne forme de société qu'il définit comme dynamique organique (dinontorganique) et comme une véritable alternative aux deux fausses formes de société, la capitaliste et la marxiste dont il dresse une critique détaillée.

### De la personne libre et souveraine à la personne cellule
Selon Demaria, dans la société « dynamique séculière » - qui est laïque et profane - la religion n'est plus acceptée comme fondement de la société. Ainsi la personne libre et souveraine qui avait sa place dans la société « sacrée statique » ne peut exister, puisque dans la société « dynamique séculière » la personne humaine est dès la naissance continuellement remanipulée par l'« idéopratique » actuelle (capitaliste ou marxiste). la personne humaine trouve sa juste place dans la société si elle reconnaît sa nouvelle nature de personne « cellule », composante libre d'un organisme social plus large. En tant que personne cellulaire, la personne demeure toujours une personne humaine libre, mais en même temps libérée de la logique esclave/maître, opprimé/oppresseur du marxisme.

### L'Église et le corps mystique du Christ
Dans le contexte ecclésiologique, les découvertes de Demaria sont placées dans le sillage du magistère de l'Église catholique. Cinq de ses publications, qui contiennent l'ensemble de son œuvre, portent l'imprimatur qui certifie l'absence d'erreurs dans le domaine de la foi et de la morale catholiques,,,.
La découverte de « l'entité du second degré » (entité générée par les relations entre les personnes) et de la « cellule » personne (individu libre qui se reconnaît comme faisant partie d'un organisme plus vaste) sont pareillement issues de la réflexion sur « l'être » de l'Église (tous chrétiens) en communion avec le Corps mystique du Christ. Le chrétien avec le baptême change son être et devient un « homme nouveau ». La personne humaine (en l'occurrence le chrétien) est donc à la fois un « corps du premier degré » (« in rerum naturae ») et un « corps du second degré » (corps dynamique) en tant que membre de l'Église qui constitue le Corps Mystique du Christ. L'Église ainsi conçue est la première entité dynamique sacrée de l'histoire. Tandis que la première entité dynamique séculière et profane de la révolution post-industrielle « dynamique laïque » est l'entreprise industrielle.
Tout en acceptant le thomisme dans son intégralité dans sa « métaphysique réaliste intégrale » (la métaphysique réaliste « statique » plus la « dynamique »), sa pensée a suscité des disputes avec les thomistes « classiques » de l'époque qui ne reconnaissent pas à l'Église (et même pas à l'entreprise industrielle) la nature d'une entité de second degré, mais seulement la caractéristique d'une entité relationnelle qui pour Demaria est insuffisante pour interpréter la complexité de la réalité industrielle historique et la relative mobilisation.

## Œuvres
- Catechismo missionario, Torino, SEI, 1943
- La Religione, Colle Don Bosco, Elledici, 1945.
- Il fiume senza ritorno. Dramma missionario, Colle Don Bosco, Elledici, 1946.
- La pedagogia come scienza dell'azione, Salesianum, anno XI, numero 2,1949.
- Lezioni di teologia missionaria, Roma, Pontificio Ateneo Salesiano, 1953.
- Sociologia positiva o positivo-razionale? : a proposito di una Introduzione alla sociologia, Salesianum, anno XVII numero 3-4, 1955.
- Sintesi sociale cristiana. Metafisica della realtà sociale (presentazione di Aldo Ellena), Torino, Pontificio Ateneo Salesiano, 1957.
- Senso cristiano della rivoluzione industriale, Torino, CESP - Centro Studi don Minzoni, 1958 ca.
- Strumento ideologico e rapporto fede-politica nella civiltà industriale, Torino, CESP - Centro Studi don Minzoni, 1958 ca.
- Presupposti dottrinali per la pastorale e l'apostolato, Velate di Varese, Edizioni Villa Sorriso di Maria, 1958.
- (es) Trad. espagnole: Presupuestos doctrinales para la pastoral y el apostolado, Valencia, Fac, 1959.
- Cristianesimo e realtà sociale, Velate di Varese, Edizioni Villa Sorriso di Maria, 1959.
- L'impegno cristiano di fronte alla politica ed economia: convegno di Rapallo, 3-6 gennaio 1959, Verona, UCID - Casa Buoni Fanciulli, 1959.
- Realismo dinamico, Torino, Istituto Internazionale Superiore di Pedagogia e Scienze Religiose, 1963.
- De Deo: praelectionum selectio di N.M. Loss, T. Demaria et al., Torino, Augustae Taurinorum: Pontificium Athenaeum Salesianum, 1964-1965.
- Il Decreto sull'apostolato dei laici: genesi storico-dottrinale, testo latino e traduzione italiana, esposizione e commento, Torino, Leumann Elle Di Ci, 1966.
- Catechismo del cristiano apostolo: la Salvezza cristiana, Torino, Istituto Internazionale Superiore di Pedagogia e Scienze Religiose, 1967.
- I consigli pastorali, diocesani e parrocchiali alla luce di una pastorale organico-dinamica di Paolo Arnaboldi, Tommaso Demaria, Bruno Morini, Velate di Varese, Fac, 1970.
- Punti orientativi ideologico-sociali (a cura del Movimento Ideologico Cristiano Lavoratori), Bologna, Luigi Parma, 1974.
- Pensare e agire organico-dinamico, Milano, Centro Studi Sociali, 1974 ca.
- Ontologia realistico-dinamica, Bologna, Costruire, 1975.
- Metafisica della realtà storica. La realtà storica come ente dinamico, Bologna, Costruire, 1975.
- La realtà storica come superorganismo dinamico: dinontorganismo e dinontorganicismo, Bologna, Costruire, 1975.

L'edizione Realismo dinamico, Bologna, Costruire, 1977, 3 voll., riunisce i tre testi precedenti.
- L'ideologia cristiana, Bologna, Costruire, 1975.
- Sintesi sociale cristiana. Riflessioni sulla realtà sociale, Bologna, Costruire, 1975.
- La questione democristiana, Bologna, Costruire, 1975.
- Il Marxismo, Verona, Nuova Presenza cristiana, 1976.
- Ideologia come prassi razionalizzata, Arbizzano, Il Segno, 1980.
- Per una nuova cultura, Verona, Nuova Presenza cristiana, 1982.
- La società alternativa, Verona, Nuova Presenza cristiana, 1982.
- Verso il duemila: per una mobilitazione giovanile religiosa e ideologica, Verona, Nuova Presenza cristiana, 1982.
- Un tema complesso sullo sfondo dell'ideologia come strumento ideologico, Verona, Nuova Presenza cristiana, 1984.
- Confronto sinottico delle tre ideologie. Quarta serie, Roma, Centro Nazareth, 1985.
- Scritti teologici inediti. Tommaso Demaria. A cura di Mauro Mantovani e Roberto Roggero, Roma, Editrice LAS, 2017.  (ISBN 978-88-213-1278-6)
- Scritti filosofici inediti. Tommaso Demaria. A cura di Mauro Mantovani. Prefazione di Mario Toso, Roma, LAS-Libreria Ateneo Salesiano, 2020,  (ISBN 9788821313578)

## Source de la traduction
- (it) Cet article est partiellement ou en totalité issu de l’article de Wikipédia en italien intitulé « Tommaso Demaria » (voir la liste des auteurs).